# Walter Meier-Arendt
Walter Meier-Arendt (* 12. Juni 1938 in Frankfurt am Main) ist ein deutscher Prähistorischer Archäologe.
Nach beruflichen Stationen in Darmstadt und am Römisch-Germanischen Museum Köln war er von 1980 bis 2001 leitender Direktor des Archäologischen Museums Frankfurt. Unter seiner Leitung wurde Ende der 1980er Jahre der heutige Standort des Museums im ehemaligen Karmeliterkloster, das um einen Neubau von Josef Kleihues erweitert wurde, bezogen. In seine Amtszeit fiel eine ganze Serie von viel beachteten internationalen Sonderausstellungen, die er zusammen mit Partnerinstitutionen, unter anderem aus Ungarn und Rumänien, organisierte.
Professor Walter Meier-Arendt legte mit seinen Forschungen zur Jungsteinzeit in Westdeutschland auch heute noch gültige Grundlagen für die Jungsteinzeitforschung. Seine Dissertation zur Linearbandkeramischen Kultur im Untermaingebiet und seine Habilitationsschrift zur Hinkelstein-Gruppe sind „Klassiker“ der vorgeschichtlichen Forschungsliteratur.
Er ist berufenes Mitglied des Verbands der Landesarchäologen in der Bundesrepublik Deutschland.

## Schriften
- Bandkeramische Funde aus dem Stadtgebiet von Butzbach (= Darmstädter Materialhefte zur Ur- und Frühgeschichte. 1, ZDB-ID 998702-2). Amt für Bodendenkmalpflege, Darmstadt 1964.
- Die bandkeramische Kultur im Untermaingebiet (= Veröffentlichungen des Amtes für Boden-Denkmalpflege im Regierungsbezirk Darmstadt. 3, ISSN 0437-3391). Verein von Altertumsfreunden im Regierungsbezirk Darmstadt e. V., Darmstadt 1966 (zugleich Dissertation, Universität Frankfurt am Main 1965).
- Inventar der ur- und frühgeschichtlichen Geländedenkmäler und Funde des Kreises Bergstrasse (= Inventar der Bodendenkmäler. 4, ZDB-ID 537854-0). Verein von Altertumsfreunden im Regierungsbezirk Darmstadt e. V., Darmstadt 1968.
- Die Hinkelstein-Gruppe. Der Übergang vom Früh- zum Mittelneolithikum in Südwestdeutschland (= Römisch-Germanische Forschungen. 35). 2 Teilbände, Walter de Gruyter, Berlin 1975, ISBN 3-11-004758-6 (zugleich: Habilitationsschrift, Universität Bochum 1973).
- Die Steinzeit in Köln. Römisch-Germanisches Museum, Köln 1975.
- mit Robert H. Schmidt: Eine linienbandkeramische Siedlung „Auf der Battent“ in Rossdorf, Kreis Darmstadt-Dieburg. In: Jahresbericht des Vereins für Heimatgeschichte e. V., Ober-Ramstadt. 1976, ISSN 0723-5585, S. 45–139 (auch als Sonderabdruck: (= Ober-Ramstädter Hefte. 5, 1978, ZDB-ID 2295608-6)).
- Museum für Vor- und Frühgeschichte. Das archäologische Museum Frankfurts (= Kleine Kunstführer. 1304, ZDB-ID 51387-8). Schnell und Steiner, München u. a. 1982.
- Römische Steindenkmäler aus Frankfurt am Main. Auswahlkatalog (= Archäologische Reihe. Band 1). Museum für Vor- und Frühgeschichte, Frankfurt am Main 1983.
- Bronzen und Keramik aus Luristan und anderen Gebieten Irans im Museum für Vor- und Frühgeschichte. Auswahlkatalog (= Archäologische Reihe. Band 4). Museum für Vor- und Frühgeschichte, Frankfurt am Main 1984, ISBN 3-882-70303-2.
- Die Bronzezeit in Frankfurt am Main und im Rhein-Main-Gebiet. Auswahlkatalog (= Archäologische Reihe. Band 8). Museum für Vor- und Frühgeschichte, Frankfurt am Main 1986, ISBN 3-882-70308-3.